# Madeleine (Métro Paris)

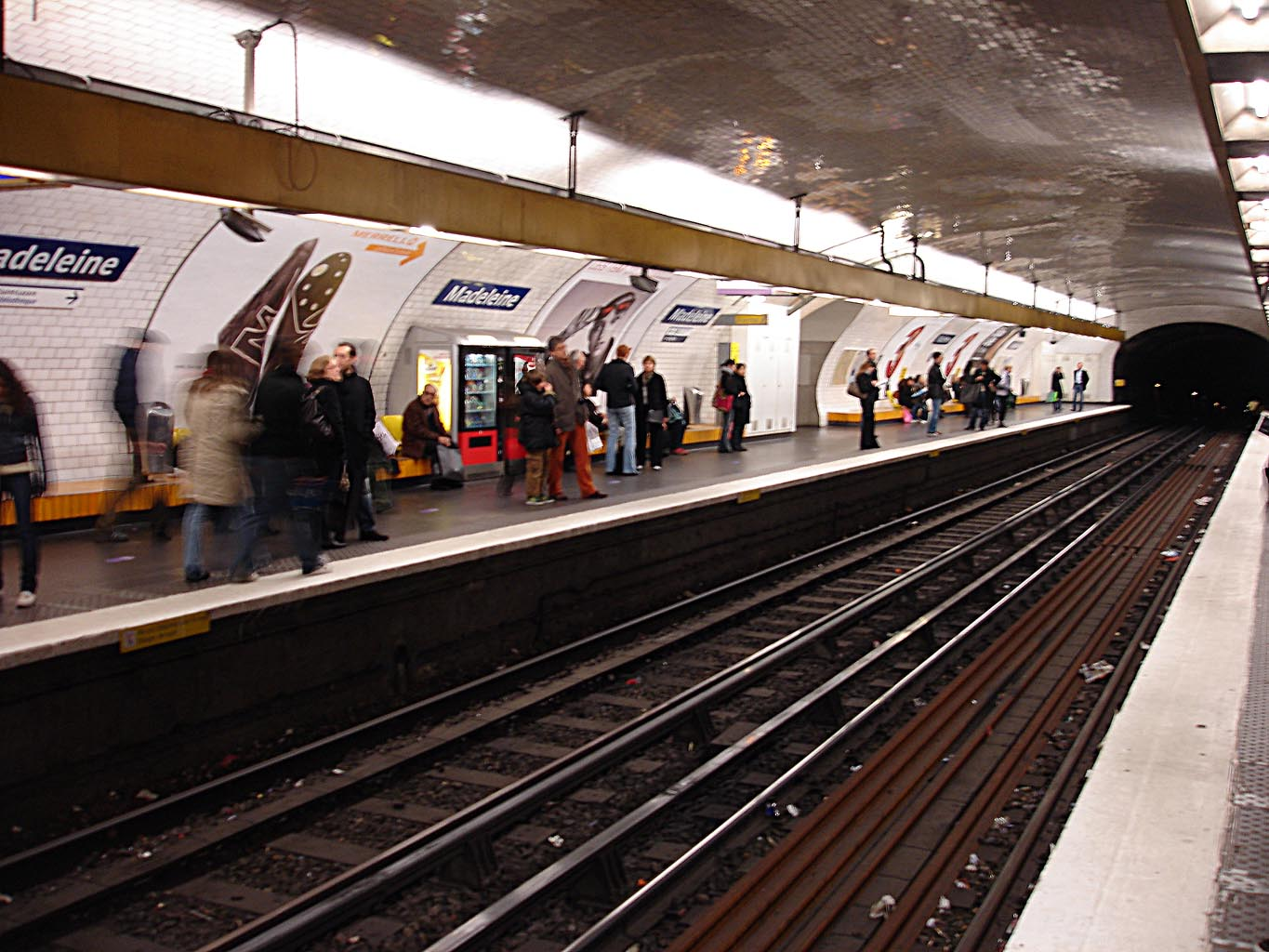
Station der Linie 8 mit gekrümmten Seitenwänden

Madeleine [madlɛn] ist ein unterirdischer Umsteigebahnhof der Pariser Métro. Er wird von den Linien 8, 12 und 14 bedient.

## Lage
Der U-Bahnhof befindet sich an der Place de la Madeleine im Quartier de la Madeleine des 8. Arrondissements von Paris.

## Name
Benannt ist der U-Bahnhof nach der dort gelegenen Kirche La Madeleine. Bereits deren Vorläufer, eine Kapelle im ehemals an der Stelle befindlichen Ort La Ville-l’Evêque, war im 13. Jahrhundert der biblischen Marie Madeleine (Maria Magdalena) geweiht worden.

## Geschichte

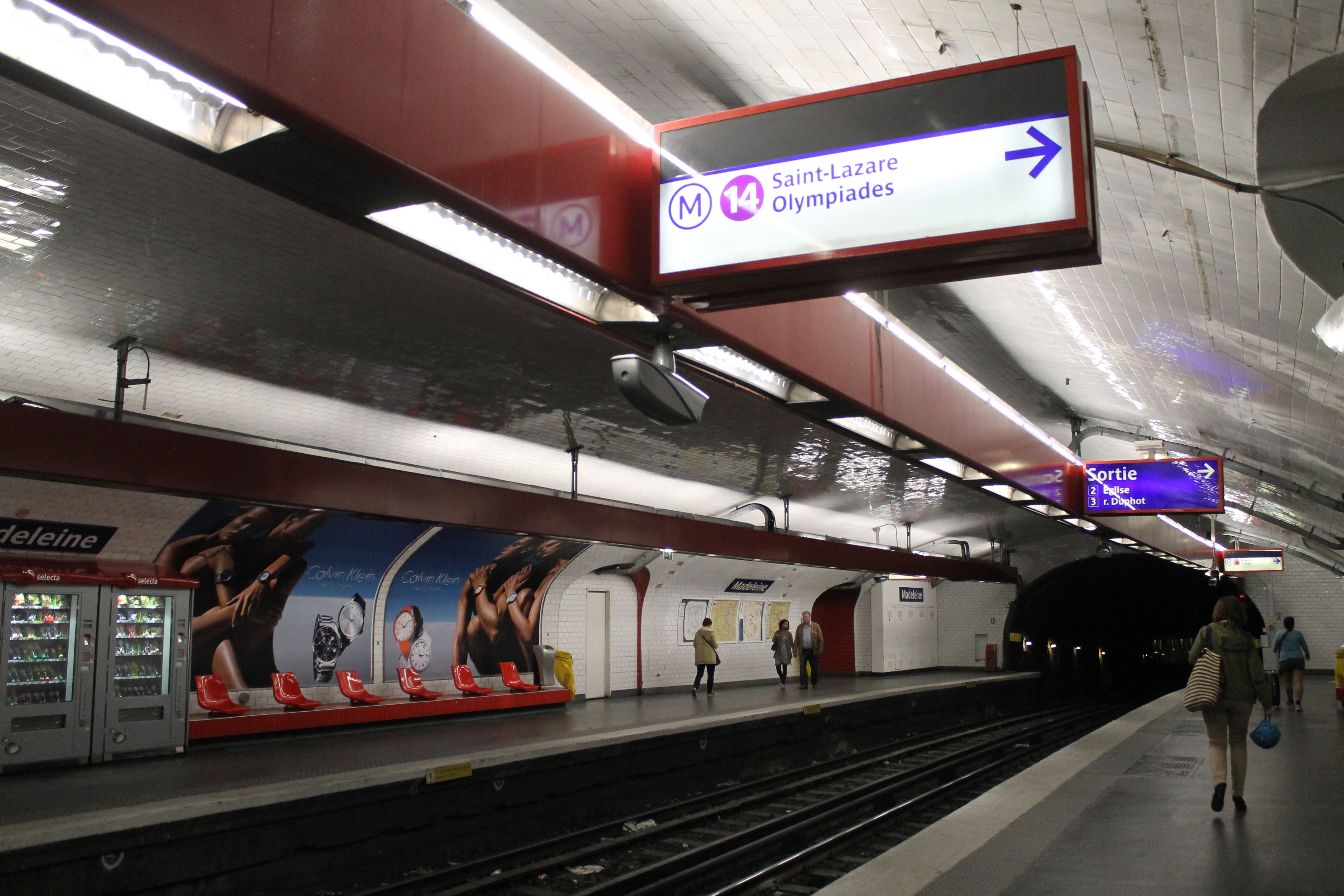
Station der Linie 12 mit senkrechten Seitenwänden

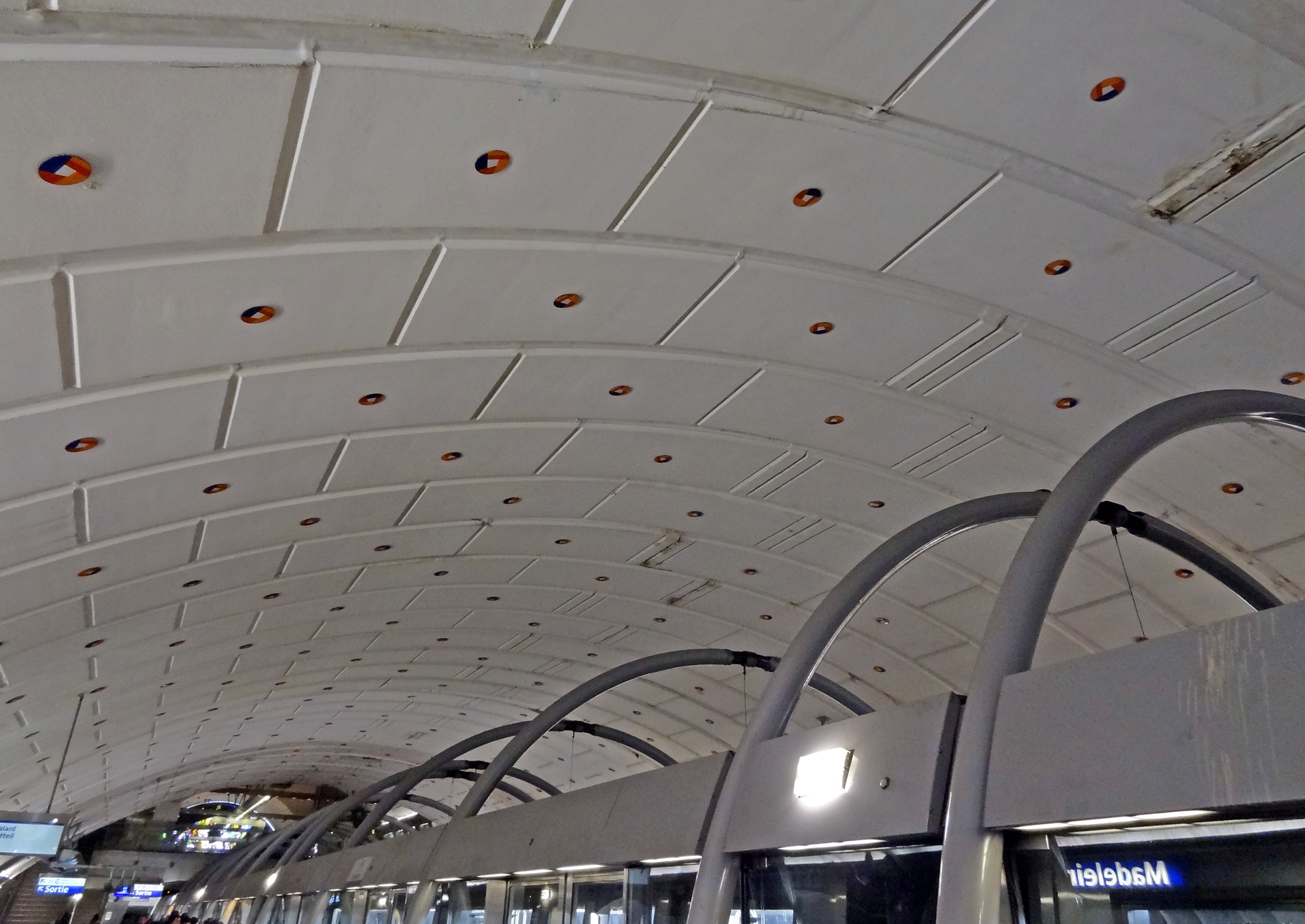
Deckengewölbe der Station der Linie 14

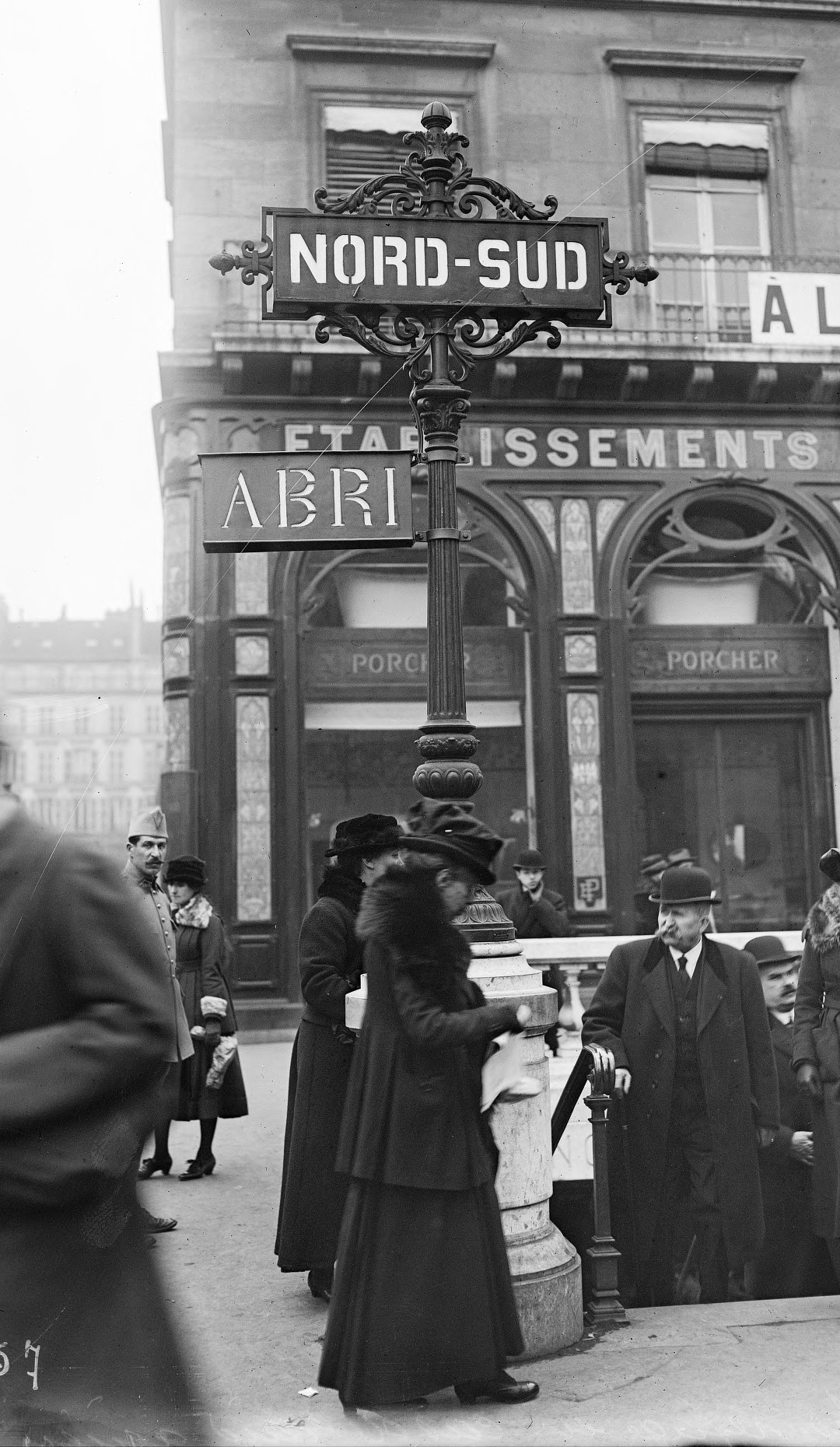
Zugang zur Station der Nord-Sud mit Hinweisschild ABRI (Schutzraum) im Kriegsjahr 1918

Die heutige Linie 12, und mit ihr deren Station Madeleine, wurde als Linie A von der Société du chemin de fer électrique souterrain Nord-Sud de Paris (Nord-Sud) gebaut, einem Konkurrenzunternehmen der Compagnie du chemin de fer métropolitain de Paris (CMP). Beim Seinehochwasser des Jahres 1910 wurde die Strecke überflutet, was den Abschluss der Bauarbeiten verzögerte. Dennoch konnte sie auf dem Abschnitt von Porte de Versailles über Madeleine nach Notre-Dame-de-Lorette am 5. November 1910 dem Verkehr übergeben werden.
Am 13. Juli 1913 wurde die Station der Linie 8 in Betrieb genommen. Jene wurde von der CMP gebaut und betrieben, sie verkehrte zunächst zwischen Beaugrenelle (jetzt: Charles Michels an der heutigen Linie 10) und Opéra.
Die letzte Erweiterung des U-Bahnhofs Madeleine war die Eröffnung der fahrerlos betriebenen, vollautomatischen Linie 14. Am 15. März 1995 erreichte die Tunnelbohrmaschine die Station, die am 15. Oktober 1998 in Betrieb ging. Bis zum 16. Dezember 2003 war Madeleine vorübergehend westlicher Endpunkt der auch als „Météor“ (Akronym für „MÉTro Est-Ouest Rapide“) bezeichneten Linie.

## Beschreibung
Die drei räumlich getrennten Stationen bilden ein Dreieck östlich der Kirche La Madeleine. Die Station der Linie 12 liegt im nordöstlichen Bereich der Place de la Madeleine, die der Linie 8 längs unter dem dort beginnenden Boulevard de la Madeleine. Unter der kurzen Rue de Sèze sowie beidseitig unter deren Häuserfronten befindet sich die Station der Linie 14. Das Zugangsbauwerk unter dem Boulevard de la Madeleine der Linie 8 weist die Besonderheit auf, dass es zwar von den Bahnsteigen der Linie 12 als Ausgang per direkter Rolltreppe mitbenutzt werden kann, allerdings der Weg zur Linie 12 nur mit Umweg über den Bahnsteig der Linie 8 möglich ist.
Die Stationen sind durch Übergänge miteinander verbunden. Sie weisen jeweils Seitenbahnsteige an zwei parallelen Streckengleisen auf. Die Querschnitte der Hallen sind elliptisch, wobei die Bauweisen der CMP und der Nord-Sud voneinander abweichen. Die Halle der Linie 12 ist geringfügig höher, da sie für die Stromversorgung der Züge eine Oberleitung aufnehmen musste. Zudem sind ihre Seitenwände vertikal, während die der Linie 8 gekrümmt sind. Decken und Wände der Stationen sind gefliest.
Die Linie 14 unterquert die beiden anderen Linien, die Linie 12 ihrerseits die Linie 8. Westlich ihrer Station besitzt die Linie 14 einen doppelten Gleiswechsel, die anschließenden Gleisabschnitte dienten bis zur Verlängerung der Strecke im Jahr 2003 zum Wenden der Züge. Ein einfacher Gleiswechsel befindet sich westlich der Station der Linie 8. Gleisverbindungen der Strecken untereinander existieren nicht.
Es gibt mehrere Aus- und Zugänge, die direkt zu den Stationen oder einer Verteilerebene führen. Die Zugänge am Boulevard de la Madeleine dienen zugleich als öffentliche Fußgängerunterführungen. Der Hauptzugang wurde von Joseph Cassien-Bernard im Stil des Neoklassizismus gestaltet. Im Ersten Weltkrieg diente er der Bevölkerung als Zugang zum als Schutzraum genutzten U-Bahnhof.

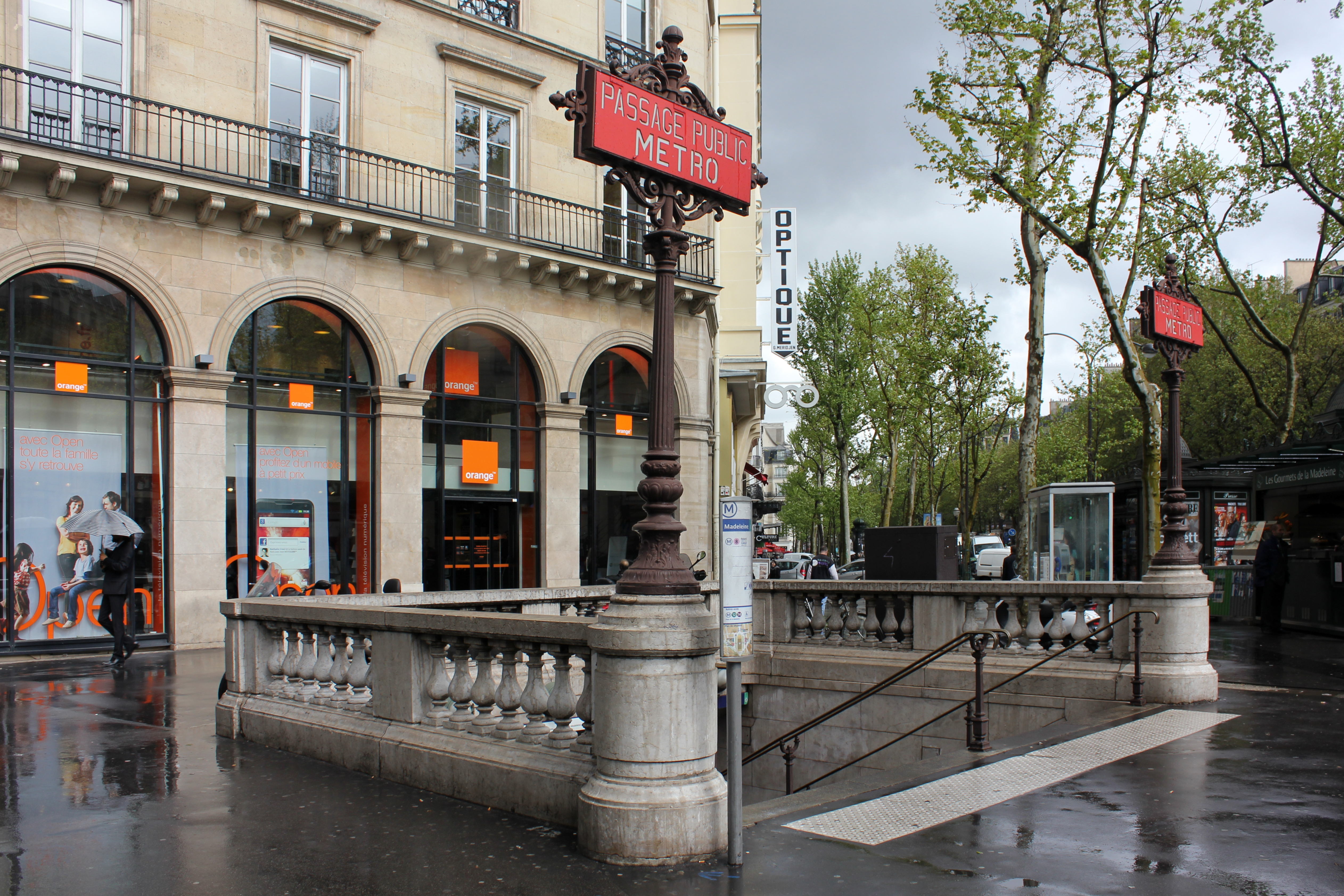
Neoklassizistischer Zugang zur Metro an der Einmündung des Boulevard de la Madeleine in die Place de la Madeleine
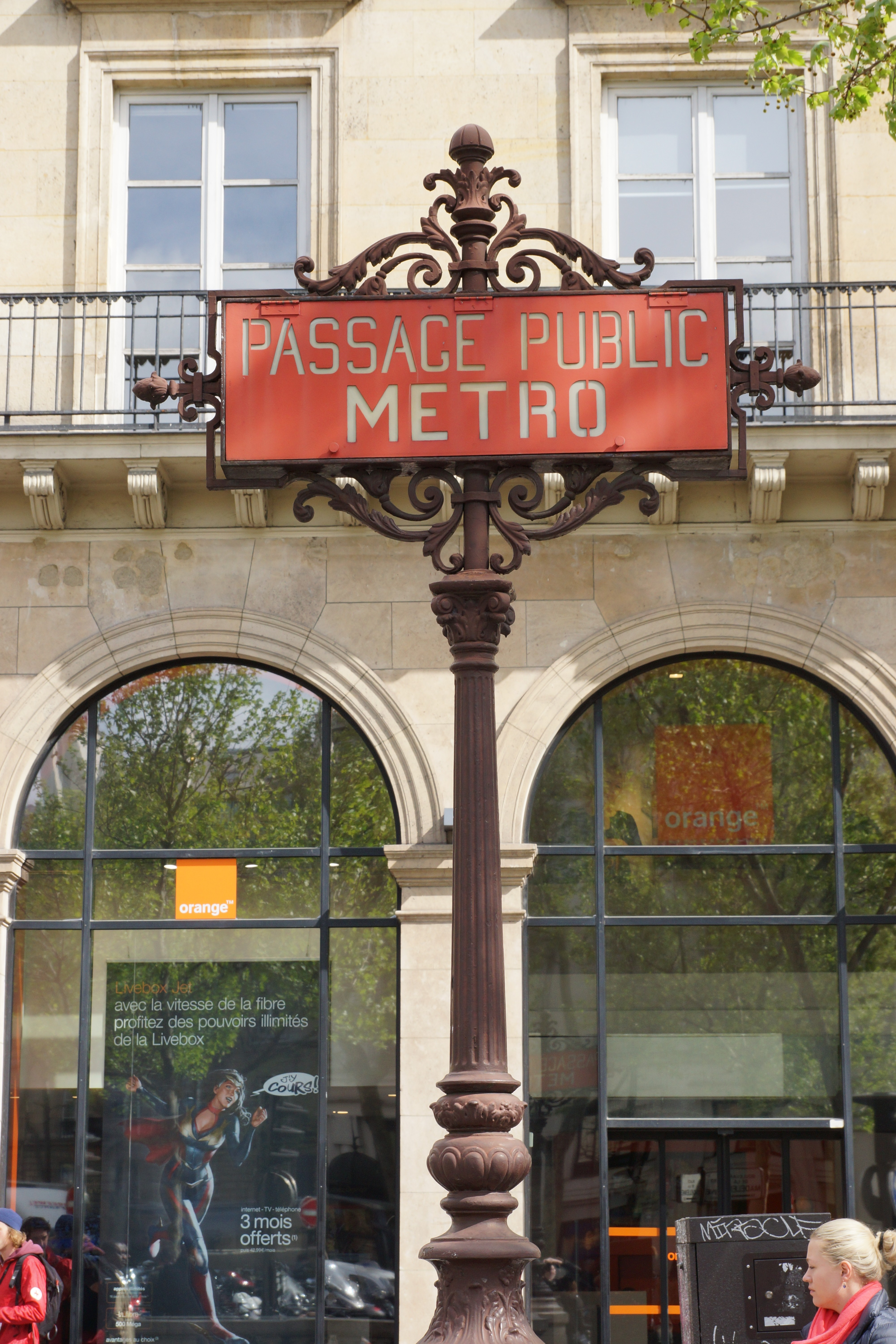
Die Beschilderung weist auf die Fußgängerunterführung (passage public) hin
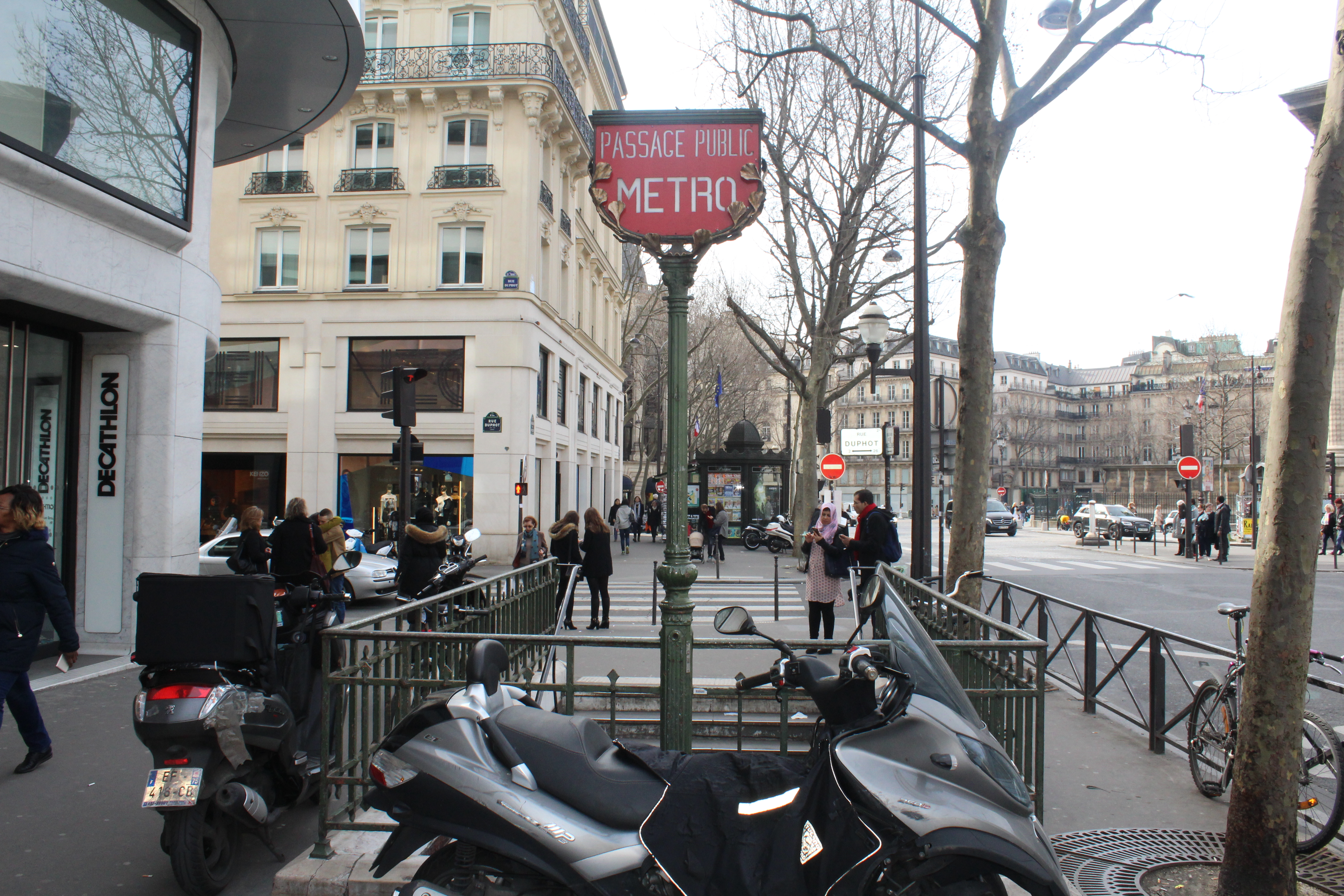
Zugang mit ungewöhnlichem Hinweisschild an der Südseite des Boulevard de la Madeleine
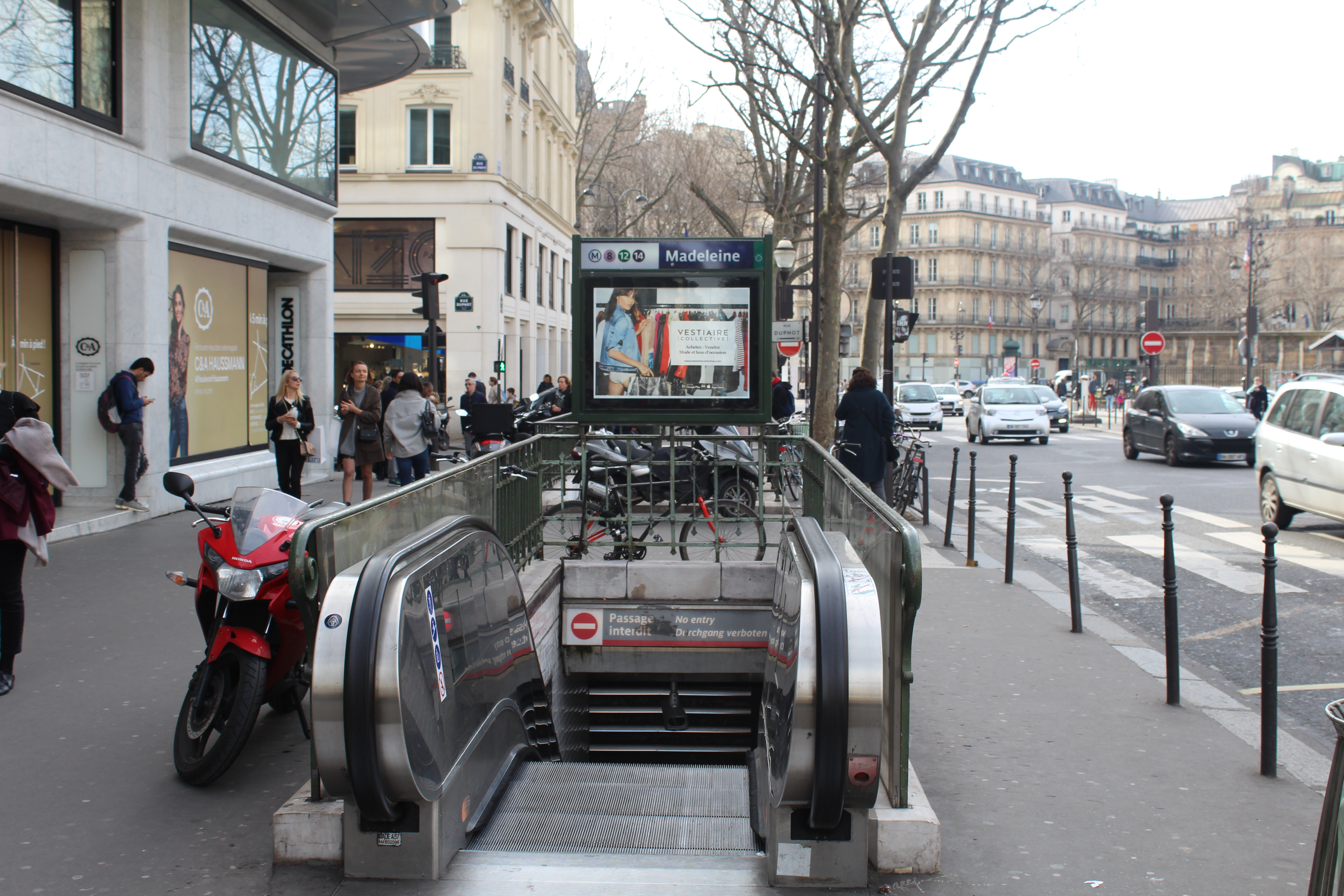
Ausgang mit Rolltreppe

## Fahrzeuge

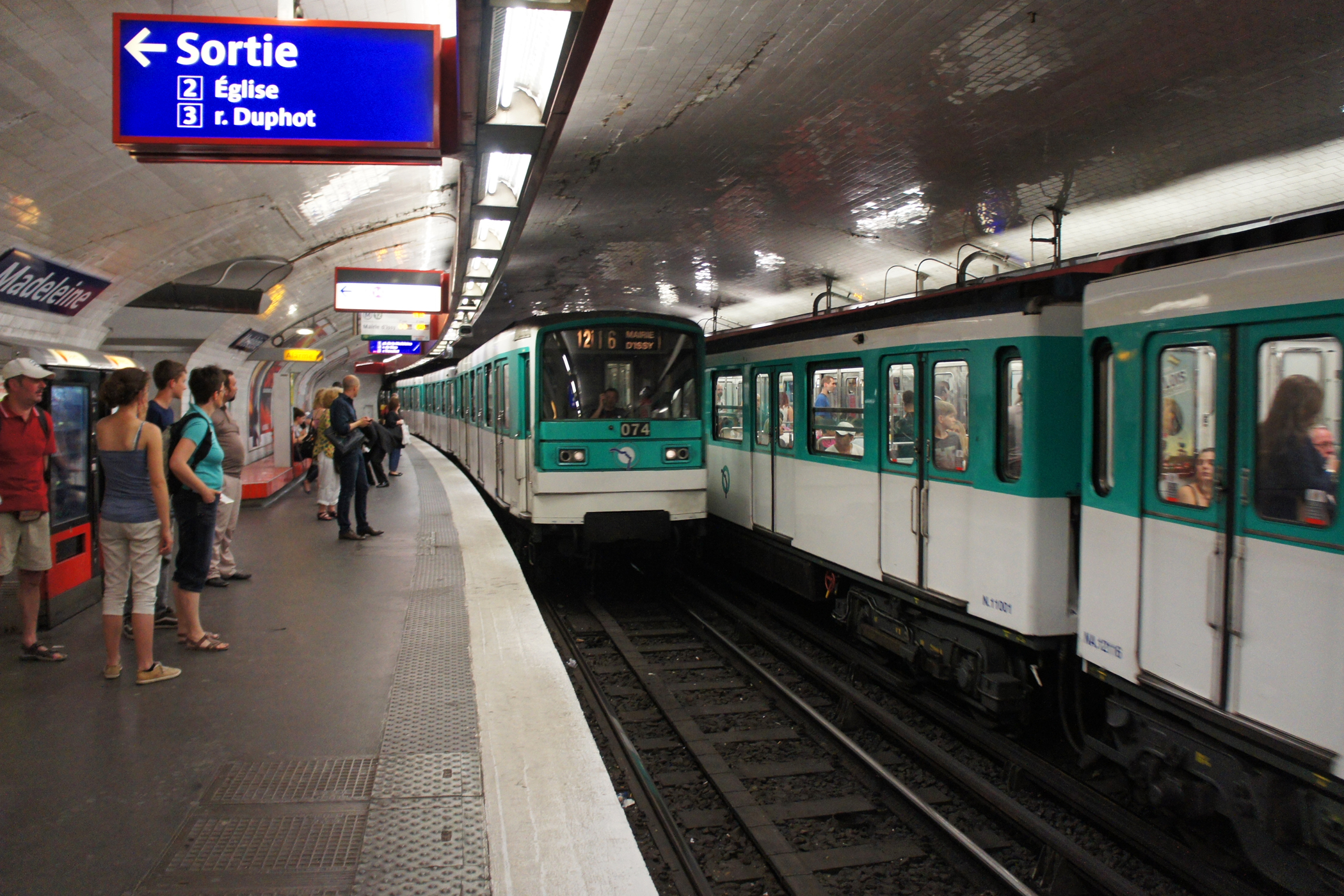
MF-67-Züge in der Station der Linie 12

Auf der Linie 12 verkehrten zunächst Züge der Nord-Sud-Bauart Sprague-Thomson, die sich in mehreren Punkten von den Sprague-Thomson-Fahrzeugen der CMP unterschieden. Auffallendes Merkmal war die Stromversorgung des führenden Triebwagens mittels eines Pantographen. Nach der Übernahme der Nord-Sud durch die CMP wurde diese Betriebsform in den 1930er Jahren aufgegeben. In den 1970er Jahren schieden die Nord-Sud-Züge zugunsten der Sprague-Thomson-Regelbauart aus, 1977 kamen dann moderne Züge der Baureihe MF 67 auf die Strecke.
Die Linie 8 erhielt ab 1975 MF-67-Züge, die 1980 bereits von der Baureihe MF 77 wieder verdrängt wurden. Auf der Linie 14 laufen gummibereifte, fahrerlose Züge der Baureihen MP 89 CA und MP 05.

## Umgebung

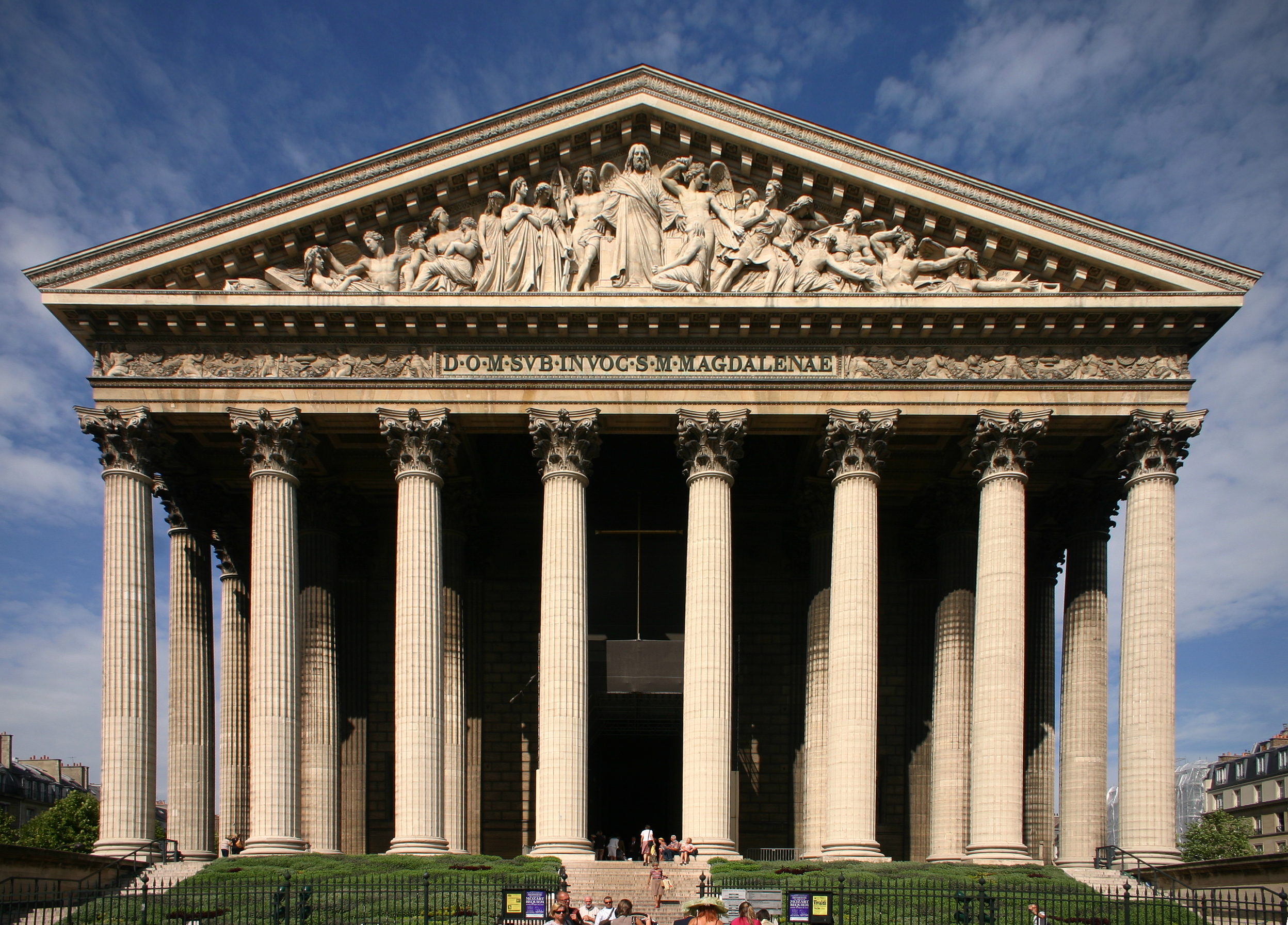
Die 1845 geweihte namengebende Kirche La Madeleine wurde einem römischen Tempel nachempfunden

- Kirche La Madeleine
- Music Hall Olympia